# Paracycling-Bahnweltmeisterschaften 2012

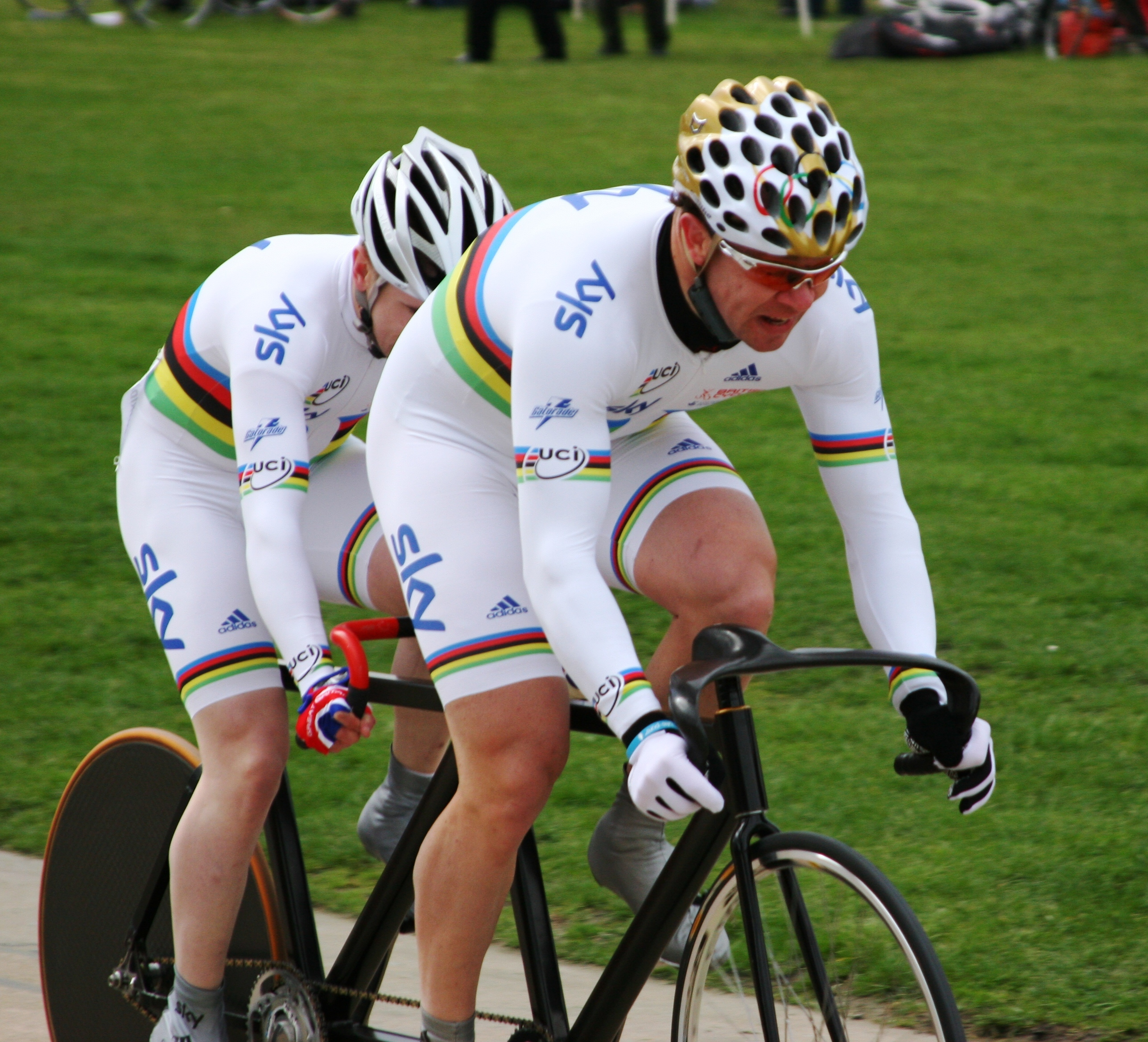
Neil Fachie und Barney Storey gewannen die Silbermedaille im Zeitfahren (Klasse B)

Die Paracycling-Bahnweltmeisterschaften 2012  fanden vom 9. bis 12. Februar 2012 in Los Angeles statt.

## Resultate

### Sprint Klasse B
| Frauen - B |                                    |              |                       |
| #          | Fahrerin/Pilotin                   | Nationalität | Zeit                  |
|            | Felicity Johnson/ Stephanie Morton | AUS          | 11,786 (1) 12,049 (2) |
|            | Aileen McGlynn/ Helen Scott        | GBR          |                       |
|            | Catherine Walsh/ Francine Meehan   | IRL          | 13,655 (1) 14,322 (2) |

| Männer - B |                                             |              |                         |
| #          | Fahrer/Pilot                                | Nationalität | Zeit                    |
|            | Anthony Kappes/ Craig MacLean               | GBR          | 10,894 (1) 10,372 (2)   |
|            | Rinne Oost/ Patrick Bos                     | NED          |                         |
|            | Jose Enrique Porto/ José Antonio Villanueva | ESP          | Gegner nicht angetreten |

### Mixed Team Sprint M/W C1-5
| WM C1–5 (750 m) |                                                                 |              |        |
| #               | Fahrerin/Pilotin                                                | Nationalität | Zeit   |
|                 | Xie Hao/Ji Xiaofei/Wang Xian                                    | CHN          | 50,546 |
|                 | Darren Kenny/Sarah Storey/Jody Cundy                            | GBR          | 51,175 |
|                 | Juan Emilio Gutierrez Berenguel/Amador Granados/Alfonso Cabello | ESP          | 52,909 |

### Zeitfahren Klasse B
| Frauen - WB (1000 m) |                                    |              |          |
| #                    | Fahrerin/Pilotin                   | Nationalität | Zeit     |
|                      | Felicity Johnson/ Stephanie Morton | AUS          | 1:08,714 |
|                      | Aileen McGlynn/ Helen Scott        | GBR          | 1:10,154 |
|                      | Kathrin Goeken/ Kim van Dijk       | NED          | 1:12,248 |

| Männer - MB (1000 m) |                               |              |          |
| #                    | Fahrer/Pilot                  | Nationalität | Zeit     |
|                      | Anthony Kappes/ Craig MacLean | GBR          | 1:03.013 |
|                      | Neil Fachie/ Barney Storey    | GBR          | 1:03,112 |
|                      | Rinne Oost/ Patrick Bos       | NED          | 1:04,183 |

### Verfolgung Klasse B
| Frauen - WB (3000 m) |                                  |              |          |
| #                    | Fahrerin/Pilotin                 | Nationalität | Zeit     |
|                      | Catherine Walsh/ Francine Meehan | IRL          | 3:39,263 |
|                      | Aileen McGlynn/ Helen Scott      | GBR          | 3:42,073 |
|                      | Philippa Gray/ Laura Thompson    | NZL          | 3:41,161 |

| Männer - MB (4000 m) |                                      |              |          |
| #                    | Fahrer/Pilot                         | Nationalität | Zeit     |
|                      | Bryce Lindores/ Scott McPhee         | AUS          | 4:27,299 |
|                      | James Brown/ Damien Shaw             | IRL          | 4:30,938 |
|                      | Daniel Chalifour/ Alexandre Cloutier | CAN          | 4:27,837 |

### Zeitfahren Klasse C
| #                    | Fahrerin            | Nationalität | Zeit   |
| -------------------- | ------------------- | ------------ | ------ |
| Frauen - WC1 (500 m) |                     |              |        |
|                      | Jayme Paris         | AUS          | 47,196 |
| Frauen - WC2 (500 m) |                     |              |        |
|                      | Alyda Norbruis      | NED          | 43,101 |
|                      | He Yin              | CHN          | 43,843 |
|                      | Allison Jones       | USA          | 45,112 |
| Frauen - WC3 (500 m) |                     |              |        |
|                      | Simone Kennedy      | AUS          | 44,747 |
|                      | Denise Schindler    | GER          | 45,699 |
| Frauen - WC4 (500 m) |                     |              |        |
|                      | Ruan Jianping       | CHN          | 38,974 |
|                      | Susan Powell        | AUS          | 40,308 |
|                      | Marie-Claude Molnar | CAN          | 42,998 |
| Frauen - WC5 (500 m) |                     |              |        |
|                      | Sarah Storey        | GBR          | 37,371 |
|                      | Greta Neimanas      | USA          | 39,237 |
|                      | Jennifer Schuble    | USA          | 39,416 |

| #                     | Fahrer                | Nationalität | Zeit          |
| --------------------- | --------------------- | ------------ | ------------- |
| Männer - MC1 (1000 m) |                       |              |               |
|                       | Rodrigo Fernand Lopez | ARG          | 1:19,102      |
|                       | Mark Lee Colbourne    | GBR          | 1:19,380      |
|                       | Li Zhangyu            | CHN          | 1:20,597      |
| Männer - MC2 (1000 m) |                       |              |               |
|                       | Xie Hao               | CHN          | 1:17,642      |
|                       | Liang Guihua          | CHN          | 1:17,987      |
|                       | Tobias Graf           | GER          | 1:18,391      |
| Männer - MC3 (1000 m) |                       |              |               |
|                       | Darren Kenny          | GBR          | 1:12,696      |
|                       | David Nicholas        | AUS          | 1:13,912      |
|                       | Shaun McKeown         | GBR          | 1:14,347      |
| Männer - MC4 (1000 m) |                       |              |               |
|                       | Jody Cundy            | GBR          | 1:06,001      |
|                       | Jiri Bouska           | CZE          | 1:09,025      |
|                       | Carol Eduard Novak    | ROU          | 1:09,316      |
| Männer - MC5 (1000 m) |                       |              |               |
|                       | Jon-Allan Butterworth | GBR          | 1:07,212 (WR) |
|                       | Liu Xinyan            | CHN          | 1:07,582      |
|                       | Alfonso Cabello       | ESP          | 1:07,876      |

### Verfolgung Klasse C
| #                     | Fahrerin            | Nationalität | Zeit      |
| --------------------- | ------------------- | ------------ | --------- |
| Frauen - WC1 (3000 m) |                     |              |           |
|                       | Jayme Paris         | AUS          | 4:52,423  |
| Frauen - WC2 (3000 m) |                     |              |           |
|                       | Zeng Sini           | CHN          | 4:23,725  |
|                       | Alyda Norbruis      | NED          | 4:24,835  |
|                       | Allison Jones       | USA          | 4:29,246  |
| Frauen - WC3 (3000 m) |                     |              |           |
|                       | Simone Kennedy      | AUS          | 4:29,387  |
|                       | Denise Schindler    | GER          | 4:31,506  |
| Frauen - WC4 (3000 m) |                     |              |           |
|                       | Alexandra Green     | AUS          | 4:09,112  |
|                       | Susan Powell        | AUS          | 4:13,191  |
|                       | Marie-Claude Molnar | CAN          | 4:16,448  |
| Frauen - WC5 (3000 m) |                     |              |           |
|                       | Sarah Storey        | GBR          | 3:40,118  |
|                       | Greta Neimanas      | USA          | eingeholt |
|                       | Fiona Southorn      | NZL          | 3:57,825  |

| #                     | Fahrer                          | Nationalität | Zeit      |
| --------------------- | ------------------------------- | ------------ | --------- |
| Männer - MC1 (3000 m) |                                 |              |           |
|                       | Mark Lee Colbourne              | GBR          | 4:06,895  |
|                       | Juan Jose Mendez                | ESP          | eingeholt |
|                       | Rodrigo Fernand Lopez           | ARG          | 4:10,107  |
| Männer - MC2 (3000 m) |                                 |              |           |
|                       | Colin Lynch                     | IRL          | 3:51,640  |
|                       | Liang Guihua                    | CHN          | 3:57,534  |
|                       | Fabrizio Macchi                 | ITA          | 3:59;072  |
| Männer - MC3 (3000 m) |                                 |              |           |
|                       | David Nicholas                  | AUS          | 3:41,639  |
|                       | Darren Kenny                    | GBR          | eingeholt |
|                       | Juan Emilio Gutiérrez Berenguel | ESP          | 3:49,233  |
| Männer - MC4 (4000 m) |                                 |              |           |
|                       | Carol Eduard Novak              | ROU          | 4:47,927  |
|                       | Jiří Ježek                      | CZE          | 4:50,852  |
|                       | Jody Cundy                      | GBR          | 4:55,958  |
| Männer - MC5 (4000 m) |                                 |              |           |
|                       | Michael Gallagher               | AUS          | 4:39,339  |
|                       | Liu Xinhang                     | CHN          | 4:40,090  |
|                       | Andrea Tarlao                   | ITA          | 4:48,159  |

### Scratch Klasse C (Demonstrationsrennen)
| Frauen - WC4–5 (10 km) |                |              |
| #                      | Fahrerin       | Nationalität |
|                        | Greta Neimanas | USA          |
|                        | Fiona Southorn | NZL          |
|                        | Susan Powell   | USA          |

| Männer - MC1–5 (10 km) |                   |              |
| #                      | Fahrer            | Nationalität |
|                        | Jehor Dementjew   | UKR          |
|                        | Andrea Tarlao     | ITA          |
|                        | Michael Gallagher | AUS          |

## Leistungsklassen
- Cycling (Rennrad): C1 – C5, wobei C1 die höchste körperliche Beeinträchtigung bezeichnet
- Tandem für Sehbehinderte, die mit einem Piloten ohne Sehbehinderung fahren: B

Bei Frauen und Männern wird jeweils ein „W“ beziehungsweise ein „M“ vor die Bezeichnung der Klassifikation gesetzt.